# Mimeugoa edentifascia
Mimeugoa edentifascia är en fjärilsart som beskrevs av George Francis Hampson 1895. Mimeugoa edentifascia ingår i släktet Mimeugoa och familjen nattflyn. Inga underarter finns listade i Catalogue of Life.